# Maurizio Boldrini
Maurizio Boldrini (Piancastagnaio, 28 luglio 1946) è un giornalista e scrittore italiano.

## Biografia

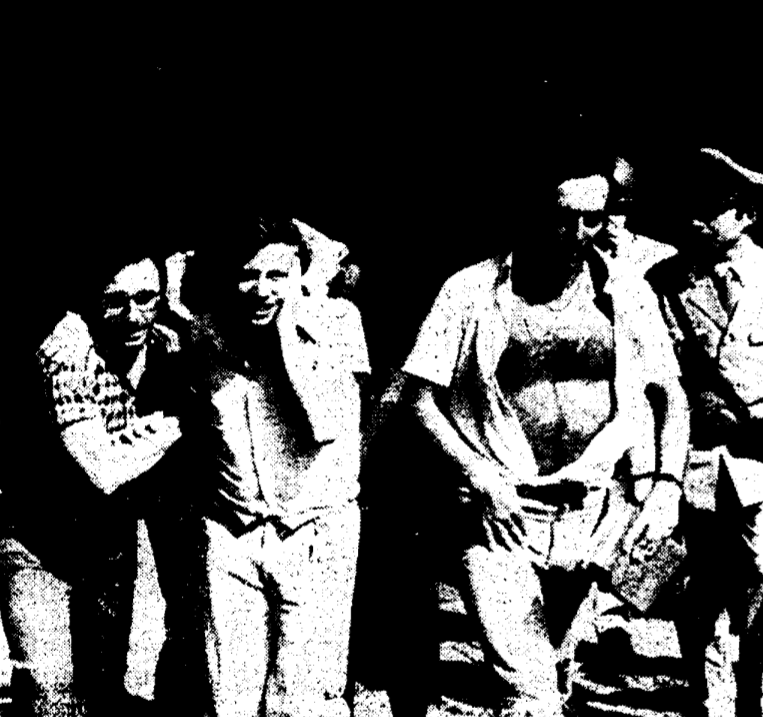
Maurizio Boldrini (secondo da sinistra) esce dal carcere di San Gimignano durante la rivolta scoppiata nell'agosto 1975

Giornalista pubblicista dal 1975, diventa professionista il 10 dicembre 1980. Proprio in quest'anno inizia la sua lunga carriera giornalistica nelle redazioni di testate nazionali come quelle de l'Unità (redazioni di Firenze e Roma), Paese Sera e il manifesto. Prima ancora di diventare giornalista professionista, è sequestrato dai detenuti del carcere di San Gimignano, durante la rivolta dell'agosto 1975. In seguito alla testimonianza di questa terribile esperienza, vince il "Premio Senigallia", assegnato dall'Ordine dei giornalisti ai migliori cronisti italiani. Dall'anno accademico 1996/97 insegna Teorie e Tecniche del linguaggio giornalistico e Comunicazione istituzionale all'Università degli Studi di Siena.
È stato direttore del Nuovo Corriere Senese e Teleregione; ha diretto fino al 2006 il Centro Comunicazione e Marketing dell'Università degli Studi di Siena e la radio ufficiale dell'ateneo Facoltà di Frequenza. Dal 1984 al 1989 è stato il responsabile nazionale e regionale della comunicazione del Partito Comunista Italiano; ha collaborato, inoltre, con la Camera dei deputati sui temi della comunicazione istituzionale e dell'informazione parlamentare. È stato direttore editoriale della casa editrice Protagon Editori Toscani.

## Opere
- Maurizio Boldrini, Mauro Civai, Adami, Editori senesi, 1994.
- Maurizio Boldrini, Omar Calabrese, Il libro della comunicazione, Piaggio, 1995.
- Maurizio Boldrini, Lezioni di giornalismo. Teorie e tecniche del linguaggio giornalistico, Protagon Editori Toscani, 2000.
- Maurizio Boldrini, Le Terre di Siena: la storia, l'arte e la cultura di una provincia unica, Protagon Editori Toscani, 2001
- Maurizio Boldrini, Il quotidiano. Teorie e tecniche del linguaggio giornalistico, Mondadori Università, 2006.
- Maurizio Boldrini, Dalla carta alla rete andata e ritorno, la Feltrinelli, 2017.